# Hydropotes inermis
Sous-famille
Genre
Espèce
Synonymes
- Hydropotes affinis Brooke, 1872
- Hydropotes argyropus Heude, 1884
- Hydropotes kreyenbergi Hilzheimer, 1905

Statut de conservation UICN

 VU A2cd : Vulnérable
L’hydropote (Hydropotes inermis), cerf d'eau, chevreuil des marais ou cerf vampire est un petit cervidé d'Asie de l'Est. Il n'est pas classé parmi les chevrotains porte-musc, malgré plusieurs de ses caractéristiques apparentes. 

## Caractéristiques
Ce petit cervidé est très craintif. Le mâle, un peu plus grand que la femelle, possède de grandes canines apparentes, utilisées pendant les combats entre mâles.
Les petits peuvent posséder un pelage légèrement tacheté, alors que les parents ont un pelage uni. 
Une de ses caractéristiques notables est qu'il est le seul membre de la famille des cervidés à ne pas posséder de bois, par contre ses canines descendantes forment des défenses (qu'on retrouve aussi dans la famille des Moschidae).

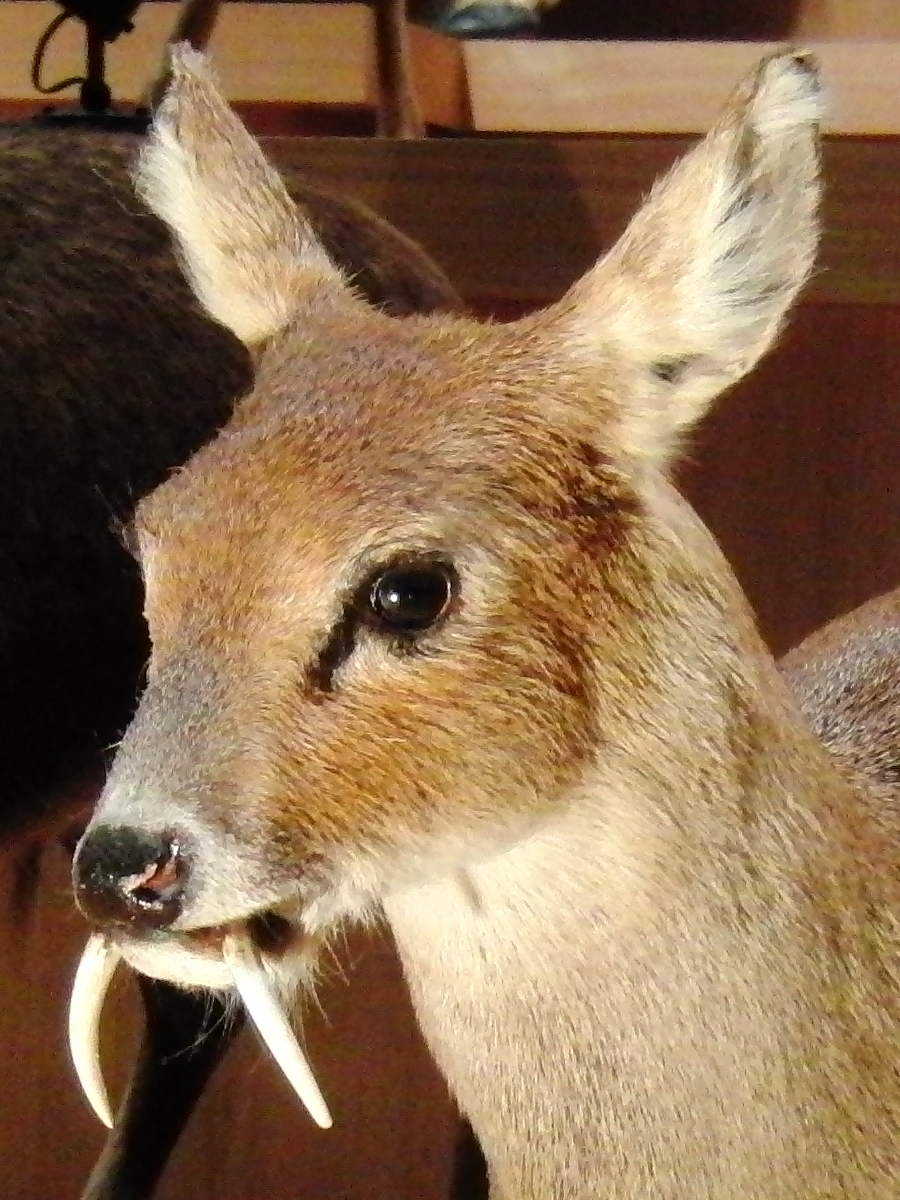
Cerf vampire de Chine mâle, musée national de la nature et des sciences de Tokyo, Japon.

Ces canines sont tenues librement dans leur cavité, leurs mouvements étant contrôlés par les muscles faciaux. Le mâle peut les tirer vers l'arrière lorsqu'il mange[réf. nécessaire]. En cas de danger, il fait sortir ses canines et rentre sa lèvre inférieure pour rapprocher ses dents. Il présente alors une impressionnante arme à deux dents mesurant jusqu'à 8 cm à ses rivaux mâles. C'est à cause de ces dents développées en crocs que cet animal est souvent appelé « cerf vampire ».
| Longueur  | Taille au garrot | taille de la queue | Poids   |
| --------- | ---------------- | ------------------ | ------- |
| 75–100 cm | 45–55 cm         | 6–7,5 cm           | 9–14 kg |

Selon MSW :
- sous-famille Hydropotinae
  - genre Hydropotes
    - Hydropotes inermis
      - Hydropotes inermis argyropus (avk)
      - Hydropotes inermis inermis (es)

## En Russie
L'espèce avait été observée plusieurs fois depuis 2015 au sud du raïon de Khassan, dans le kraï du Primorié par des gardes de réserve naturelle. En 2019, un piège photographique a permis de prouver sa présence dans le parc national de la Terre du Léopard, alors qu'il n'était pas considéré comme présent dans le pays. Il devient ainsi la 327e espèce de mammifères de Russie, et la huitième espèce de la famille des cervidés.

## En France
En France, une petite population férale serait présente au sud de Limoges par suite de l'abandon d'un parc privé,.

## Galeries d'images

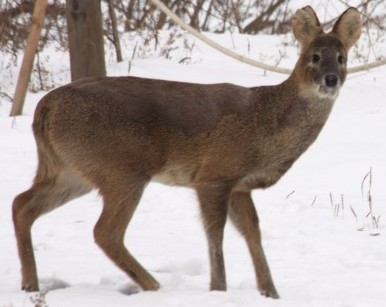
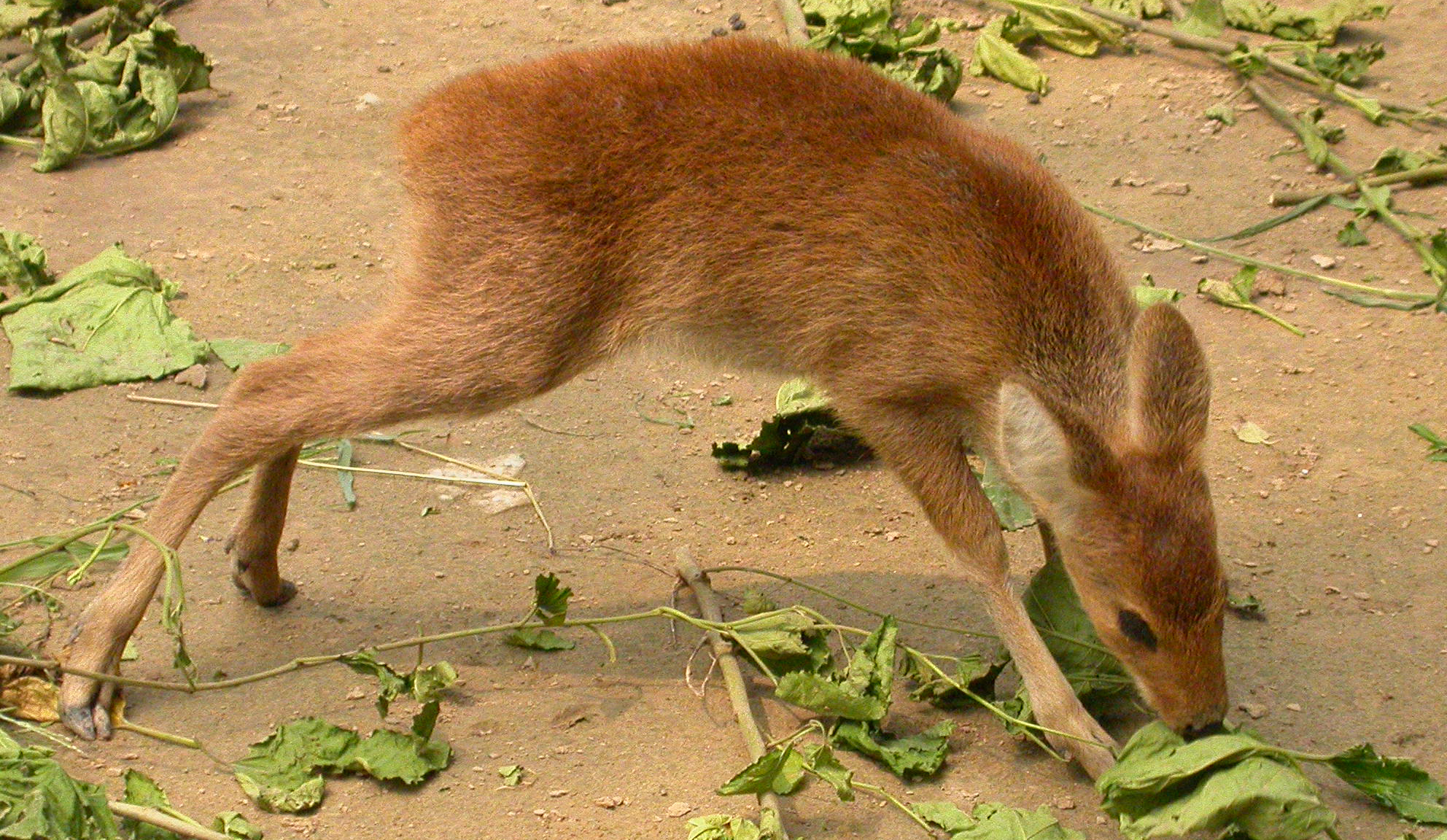
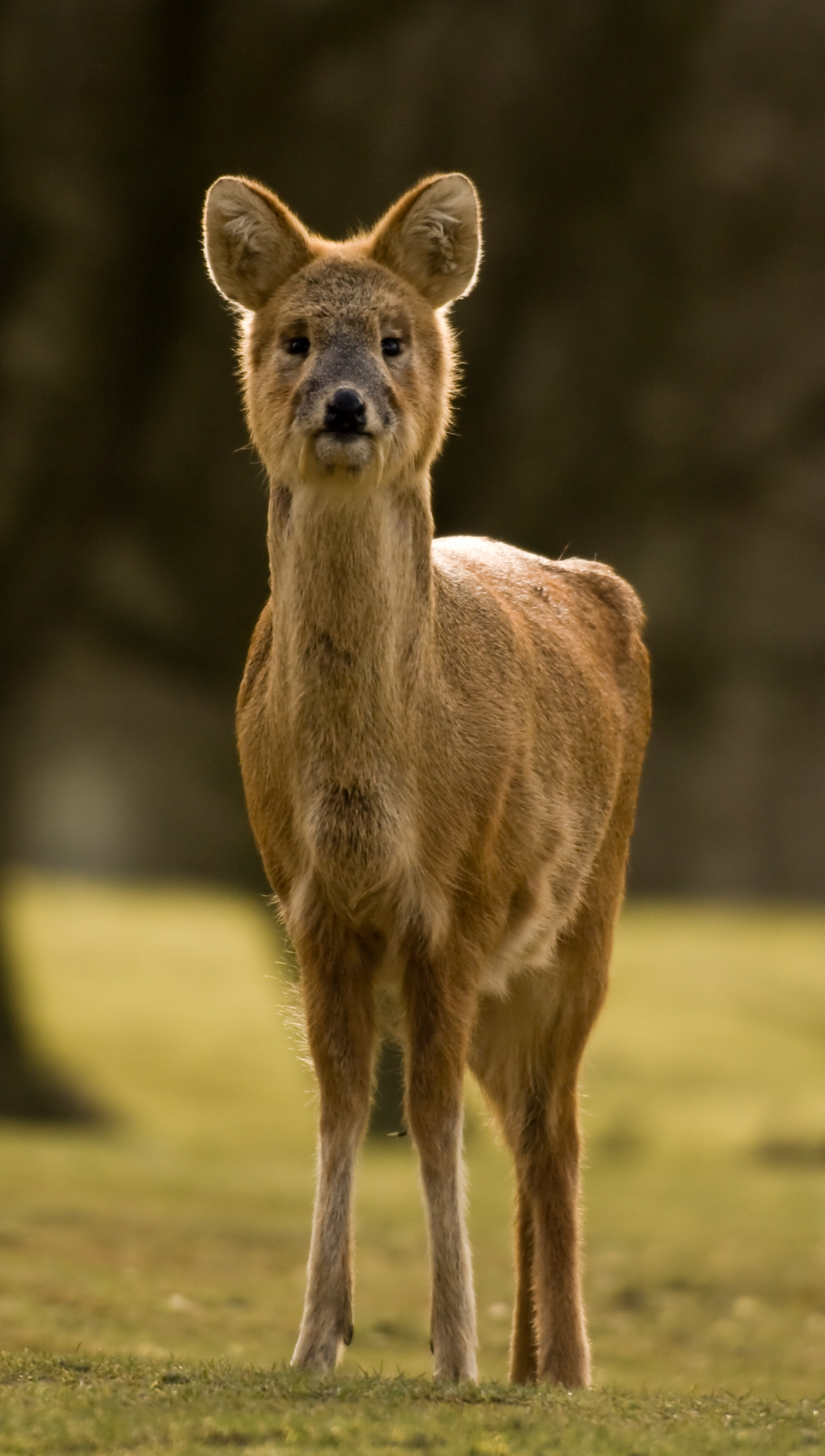
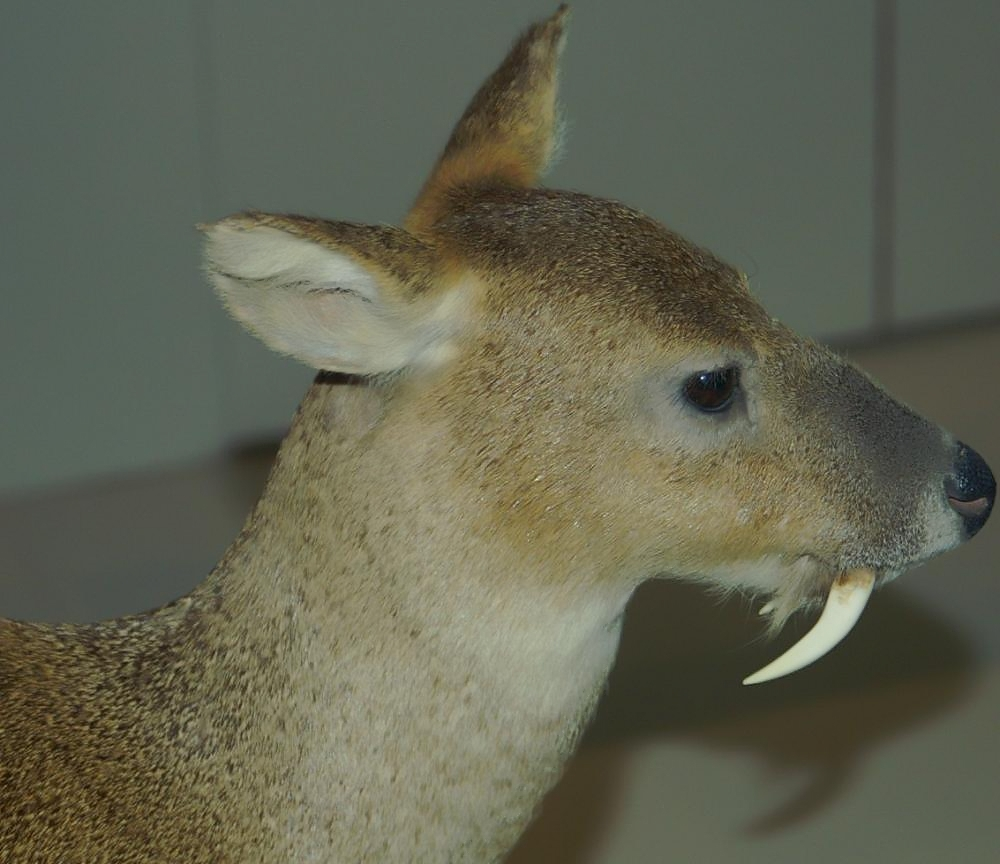
Tête.
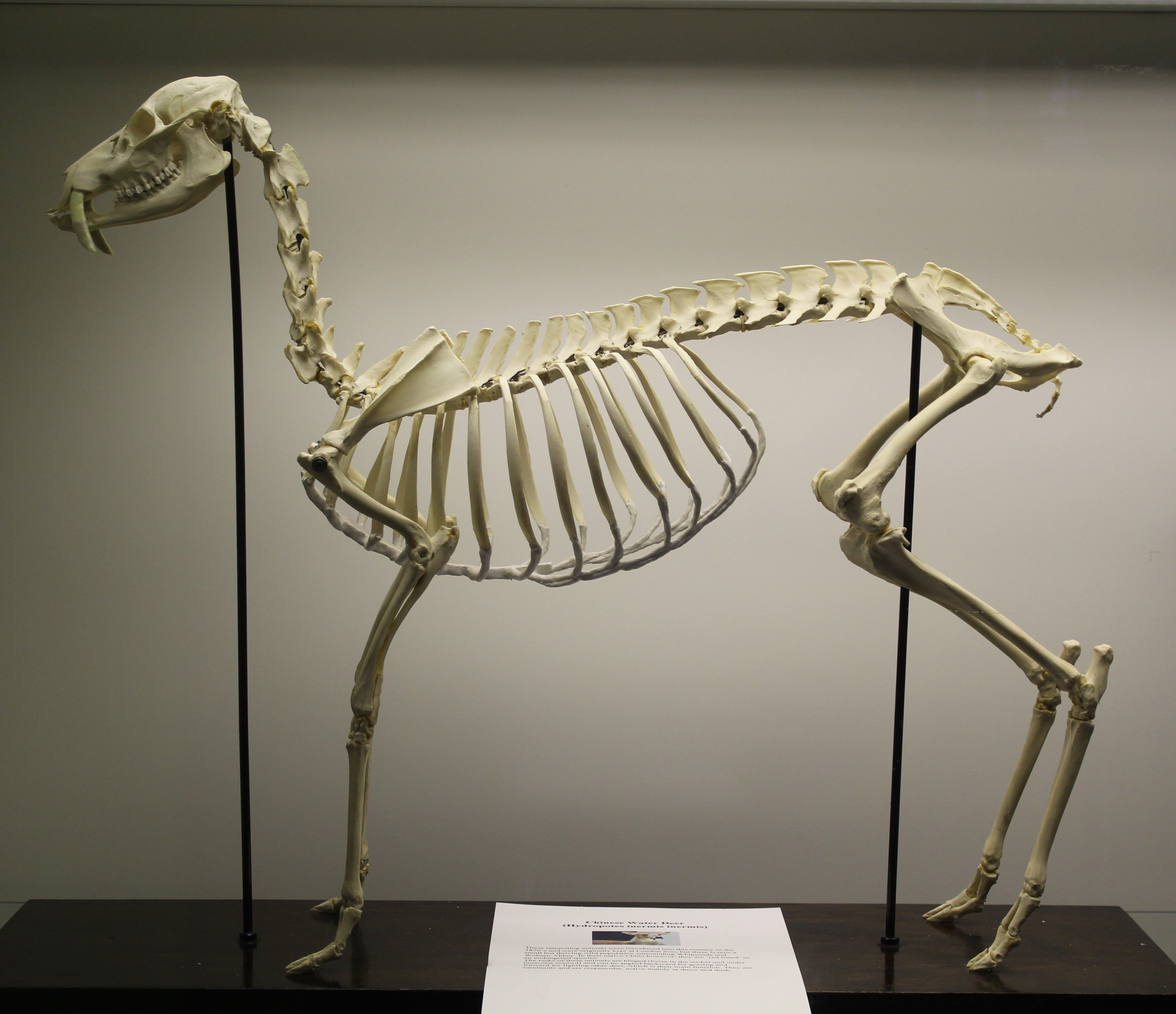
Squelette.

### Sous-familleHydropotinae
- (en) Mammal Species of the World (3e  éd., 2005) : Hydropotinae  Trouessart, 1898
- (fr + en) ITIS : Hydropotinae  Trouessart, 1898
- (en) Animal Diversity Web : Hydropotinae
- (en) NCBI : Hydropotinae (taxons inclus)

### GenreHydropotes
- (en) Mammal Species of the World (3e  éd., 2005) : Hydropotes  Swinhoe, 1870
- (en) Catalogue of Life : Hydropotes Swinhoe, 1870 (consulté le 30 mars 2023)
- (en) Fauna Europaea : Hydropotes Swinhoe, 1870 (consulté le 22 mars 2023)
- (en) Paleobiology Database : Hydropotes  Swinhoe 1870
- (fr + en) ITIS : Hydropotes  Swinhoe, 1870
- (en) Animal Diversity Web : Hydropotes
- (en) NCBI : Hydropotes (taxons inclus)
- (en) UICN : taxon  Hydropotes  (consulté le 6 janvier 2023)

### EspèceHydropotes inermis
- (en) Mammal Species of the World (3e  éd., 2005) : Hydropotes inermis  Swinhoe, 1870
- (en) Catalogue of Life : Hydropotes inermis Swinhoe, 1870
- (en) Fauna Europaea : Hydropotes inermis Swinhoe, 1870 (consulté le 22 mars 2023)
- (fr + en) ITIS : Hydropotes inermis  Swinhoe, 1870
- (en) Animal Diversity Web : Hydropotes inermis
- (en) NCBI : Hydropotes inermis (taxons inclus)
- (en) UICN : espèce Hydropotes inermis  Swinhoe, 1870